# Street Child
Street Child es el álbum debut de la cantautora mexicana de rock alternativo Elán, que contiene su más grande éxito, Midnight.
En la canción "Street Child" aparece el guitarrista Slash.

## Lista de canciones

### Re-edition
1. Leave Me (3:52)
2. Midnight (4:33)
3. Sorry Baby (4:23)
4. Hideaway (5:18)
5. Jeremy (3:49)
6. The Road (4:53)
7. They Came From the City (3:39)
8. Shy (4:05)
9. So Happy (9:04)
10. Call Home (4:30)
11. Time (4:27)
12. Street Child  (10:08 – contains a hidden track)
  - Perfect Life (hidden track) (3:36)

### International Edition
1. Leave Me (3:53)
2. Midnight (4:33)
3. Sorry Baby (4:22)
4. Hideaway (5:18)
5. Jeremy (3:49)
6. The Road (4:53)
7. They Came From the City (3:39)
8. Shy (4:05)
9. Another Woman (3:58)
10. Call Home (4:30)
11. Time (4:27)
12. Street Child (10:08 - contains a hidden track)
  - Perfect Life (hidden track) (3:35)

## Sencillos
- Midnight
- They Came From the City
- Hideaway
- Street Child
- Time